# Miraí
Miraí este un oraș în Minas Gerais (MG), Brazilia.